# Вежхове
Вежхове (пол. Wierzchowie) — село в Польщі, у гміні Велька Весь Краківського повіту Малопольського воєводства.
Населення — 434 особи (2011).
У 1975-1998 роках село належало до Краківського воєводства.

## Демографія
Демографічна структура станом на 31 березня 2011 року:
|          | Загалом | Допрацездатний вік | Працездатний вік | Постпрацездатний вік |
| -------- | ------- | ------------------ | ---------------- | -------------------- |
| Чоловіки | 206     | 44                 | 140              | 22                   |
| Жінки    | 228     | 44                 | 137              | 47                   |
| Разом    | 434     | 88                 | 277              | 69                   |